# حادث طائرة بوكن بروس
حادث طائرة بوكن بروس (بالإنجليزية: Bukken Bruse) هو حادث تحطم طائرة مائية عند نزولها بمنطقة هوملفيكا في بلدية مالفيك في النرويج وكان ذلك بتاريخ 2 أكتوبر 1948. الكارثة أدت إلى مصرع 19 شخصا. نجا من الحادث ستة وعشرون راكبا كان أشهرهم الفيلسوف بيرتراند راسل.

## توالي الأحداث
الطائرة المائية كانت من نوع (Short Sandringham)، ورقم التسجيل هو LN-IAW واسمها بوكن بروس والشركة المشغلة هي حاليا جزء من خطوط ساس للطيران وقد كانت تلك الطائرة برحلة جوية من مطار فورنبو بأوسلو
كان الجو لحظة الهبوط سيء جدا بمنطقة هوملفيكا، والخليج الساحلي كان مغطى بالبياض. فعندما حاول الطيار الهبوط على الماء ضربته عاصفة هوائية بقوة مما أفقده السيطرة على الطائرة فانكسرت العوامة اليمين عند خبطها بالماء. مما جعل الطائرة تدور حول نفسها ومالت مقدمتها على الماء. فامتلئت الطائرة بالماء بسرعة، ومن بين ال45 شخصا كانوا بالطائرة مات منهم 19 شخصا. أما الناجون فكانوا جميعهم ممن كان بمقصورة المدخنين بالخلف وبجوار مخرج الطوارئ.

## رواية برتراند راسل
كان العالم الكبير بيرتراند راسل ذو ال74 عاما من ضمن الناجين من الحادث وقد كان في طريقه لإلقاء محاضرة لجمعية طلابية محلية، ومقعده ضمن مقاعد مقصورة المدخنين. وفي مقابلة مع إحدى الصحف النرويجية باليوم التالي من الحادث، قال بأنه لم يكن يدري مالذي حصل بالضبط بعد الصدمة الشديدة، حتى مالت الطائرة وبدأ الماء يجري داخل الطائرة. وعند كتابته لسيرته الذاتية قال بأنه أراد التأكد بأن مقعده بمقصورة المدخنين قبل الإقلاع قائلا:«إذا لم أدخن فسوف أموت» وقد أدخل بأحد المستشفيات المحلية.

## وصلات خارجية
- معلومات عن الطائرة
- وصلة مرور على رواية راسل
- تقرير نرويجي عن الحادث